# Michael Small
Pour les articles homonymes, voir Small.
Michael Small est un compositeur américain né le 30 mai 1939 à New York, New York (États-Unis), décédé le 24 novembre 2003  à Manhattan (New York).

## Biographie
Compositeur discret et méconnu, la carrière de Michael Small est indissociable de celle du réalisateur Alan J. Pakula. Ils commencent leur collaboration sur le film Klute en 1971, qui sera suivie de 8 autres films.
Le style sombre et minimaliste des compositions de Small colle parfaitement avec les thrillers paranoïaques typiques des années 70, dont le film À cause d'un assassinat en est le parfait exemple. A de rares exceptions près, l'œuvre du compositeur gravitera souvent autour de ce registre du thriller (Marathon Man, The Driver, La Nuit des juges...) 
Il s'essaie quelque peu au fantastique avec le film Audrey Rose, le western avec Le Souffle de la tempête et sera même aux commandes du 4e volet des Dents de la mer.
Il développe également une collaboration fructueuse avec le cinéaste Bob Rafelson, notamment avec Le facteur sonne toujours deux fois en 1981, La Veuve noire en 1987 et sa très belle partition pour le film d'aventures Aux sources du Nil en 1990.
Il décède en 2003 des suites d'un cancer de la prostate.

## Filmographie

### Cinéma
- 1969 : Out of It de Paul Williams
- 1970 : Jenny (en) de George Bloomfield
- 1970 : Lumière (Light) (court métrage) de Paul Cohen
- 1970 : The Revolutionary de Paul Williams
- 1970 : Portrait d'une enfant déchue (Puzzle of a Downfall Child) de Jerry Schatzberg
- 1971 : The Sporting Club de Larry Peerce
- 1971 : Klute d'Alan J. Pakula
- 1972 : Dealing: Or the Berkeley-to-Boston Forty-Brick Lost-Bag Blues
- 1972 : Les Yeux de Satan (Child's Play) de Sidney Lumet
- 1973 : Love and Pain and the Whole Damn Thing d'Alan J. Pakula
- 1974 : À cause d'un assassinat (The Parallax View) d'Alan J. Pakula
- 1975 : Les Femmes de Stepford (The Stepford Wives) de Bryan Forbes
- 1975 : La Fugue (Night Moves) d'Arthur Penn
- 1975 : La Toile d'araignée (The Drowning Pool) de Stuart Rosenberg
- 1976 : Marathon Man de John Schlesinger
- 1977 : Pumping Iron de George Butler
- 1977 : Audrey Rose de Robert Wise
- 1978 : The Driver de Walter Hill
- 1978 : Girlfriends de Claudia Weill
- 1978 : Le Souffle de la tempête (Comes a Horseman) d'Alan J. Pakula
- 1979 : Going in Style de Martin Brest
- 1980 : Those Lips, Those Eyes de Michael Pressman
- 1981 : Continental Divide de Michael Apted
- 1981 : Le facteur sonne toujours deux fois (The Postman Always Rings Twice) de Bob Rafelson
- 1981 : Une femme d'affaires (Rollover) d'Alan J. Pakula
- 1982 : La Donna giusta de Paul Williams
- 1983 : La Nuit des juges (The Star Chamber) de Peter Hyams
- 1984 : Kidco de Ronald F. Maxwell
- 1984 : Firstborn de Michael Apted
- 1985 : Target d'Arthur Penn
- 1985 : Miss Right de Paul Williams (en)
- 1986 : Dream Lover d'Alan J. Pakula
- 1986 : Brighton Beach Memoirs de Gene Saks
- 1987 : La Veuve noire (Black Widow) de Bob Rafelson
- 1987 : Les Dents de la mer 4 (Jaws: The Revenge) de Joseph Sargent
- 1987 : Les Enfants de l'impasse (Orphans) d'Alan J. Pakula
- 1987 : Heat and Sunlight de Rob Nilsson
- 1988 : 1969 d'Ernest Thompson
- 1989 : À demain, mon amour (See You in the Morning) d'Alan J. Pakula
- 1990 : Aux sources du Nil (Mountains of the Moon) de Bob Rafelson
- 1991 : American Dream (documentaire) de Barbara Kopple
- 1991 : Les Indomptés (Mobsters) de Michael Karbelnikoff
- 1992 : Jeux d'adultes (Consenting Adults) d'Alan J. Pakula
- 1994 : Pionniers malgré eux (Wagons East) de Peter Markle
- 1997 : Critical Care de Sidney Lumet
- 1998 : Par amour (Into My Heart) de Sean Smith et Anthony Stark
- 2000 : The Endurance: Shackleton's Legendary Antarctic Expedition (documentaire) de George Butler

### Télévision

#### Téléfilms
- 1980 : The Lathe of Heaven de Fred Barzyk et David R. Loxton
- 1980 : The Boy Who Drank Too Much (en) de Jerrold Freedman
- 1986 : Nobody's Child de Lee Grant
- 1998 : Embrouille à Poodle Springs (Poodle Springs) de Bob Rafelson
- 2000 : The Golden Spiders: A Nero Wolfe Mystery de Bill Duke

#### Séries télévisées
- 1983 : Chiefs (mini-série)
- 1993 : Queen (mini-série)
- 2001-2002 : Les Enquêtes de Nero Wolfe (A Nero Wolfe Mystery) (20 épisodes)